# Maria Carmenza Morales
María Carmenza Morales Rendón (Itagüí, 21 juli 1966) is een Colombiaans triatlete en duatlete uit Medellín. Ze werd meerdere malen Colombiaans kampioene op de triatlon.
Ze doet triatlons vanaf 1989 en traint 24 tot 30 uur per week. Haar eerste succes behaalde ze in 1995 met het winnen van de Colombiaanse jeugdkampioenschappen triatlon.
Morales deed in 2000 mee aan de eerste triatlon op de Olympische Spelen van Sydney. Ze behaalde een 37e plaats in een tijd van 2:13.43,38. In 2002 werd ze tweede bij de Ironman Brasil.

## Titels
- Colombiaans jeugdkampioene: 1995, 1996, 1997
- Colombiaans kampioen: 1998, 1999

## Belangrijke prestaties

### triatlon
- 1990: 70e WK olympische afstand
- 1992: 63e WK olympische afstand
- 1995: 13e Pan-Amerikaanse Spelen in Mar del Plata - 2:14.50
- 1995: 59e WK olympische afstand
- 1996: 31e WK lange afstand in Muncie
- 1997: 7e Pan-Amerikaans kampioenschap in Mexico
- 1998: 46e WK olympische afstand in Lausanne - 2:20.44
- 1998: 40e ITU wereldbekerwedstrijd in Cancún
- 1998: 51e ITU wereldbekerwedstrijd in Zürich
- 1999: 9e Pan-Amerikaanse Spelen in Winnipeg - 2:04.16
- 1999:  Zuid-Amerikaans kampioenschap
- 1999: 35e WK olympische afstand in Montreal - 2:00.26
- 2000: 37e Olympische Spelen in Sydney - 2:13.43,38
- 2001:  Boliviaanse Spelen in Bolivia
- 2002:  Ironman Brasil
- 2003: DNS Pan-Amerikaanse Spelen in Santo Domingo
- 2007: DNF Pan-Amerikaanse Spelen in Rio de Janeiro

### duatlon
- 2002:  Pan-Amerikaans kampioenschap